# ドノヴァン・フランケンレイター
ドノヴァン・フランケンレイター(Donavon Frankenreiter、1972年12月10日 - )は、アメリカ合衆国カリフォルニア州出身のシンガーソングライター、フリーサーファー。

## 概要
2004年、ジャック・ジョンソンが主宰するブラッシュファイアー・レコーズからセルフタイトルのデビューアルバムをリリース。その後、ユニバーサル傘下のロスト・ハイウェイに移籍して2枚のスタジオアルバムをリリース。2003年、朝霧JAMで初来日公演。翌2004年、2006年、2010年にはフジロックフェスティバルにも出演している。
2010年、通算4作目のスタジオアルバム『Glow』をアメリカで10月5日に自身のレーベルLiquid Tambourine Recordsより発売(日本ではサーフロック・インターナショナルより9月22日先行発売)。

## ディスコグラフィー

### スタジオ・アルバム
- Donavon Frankenreiter (2004年、ブラッシュファイアー)
- Move by Yourself (2006年、ロスト・ハイウェイ)
- Pass It Around (2008年、ロスト・ハイウェイ)
- Glow (2010年、Liquid Tambourine、サーフロック)

### セルフ・カバー・アルバム
- Donavon Frankenreiter -Revisited (2010年) - 1stアルバム『Donavon Frankenreiter』をハワイアン風にアレンジして再録音したもの

### EP
- Some Live Songs EP (2005年) - withジャック・ジョンソン、G・ラヴ
- Recycled Recipes (2007年)
- Recycled Recipes, Vol. 2 (2010年) - Recycled Recipes 1,2ともにカバーアルバム